# Kunice (Valjevo)
Pour les articles homonymes, voir Kunice.
Kunice (en serbe cyrillique : Кунице) est un village de Serbie situé sur le territoire de la Ville de Valjevo, district de Kolubara. Au recensement de 2011, il comptait 68 habitants.

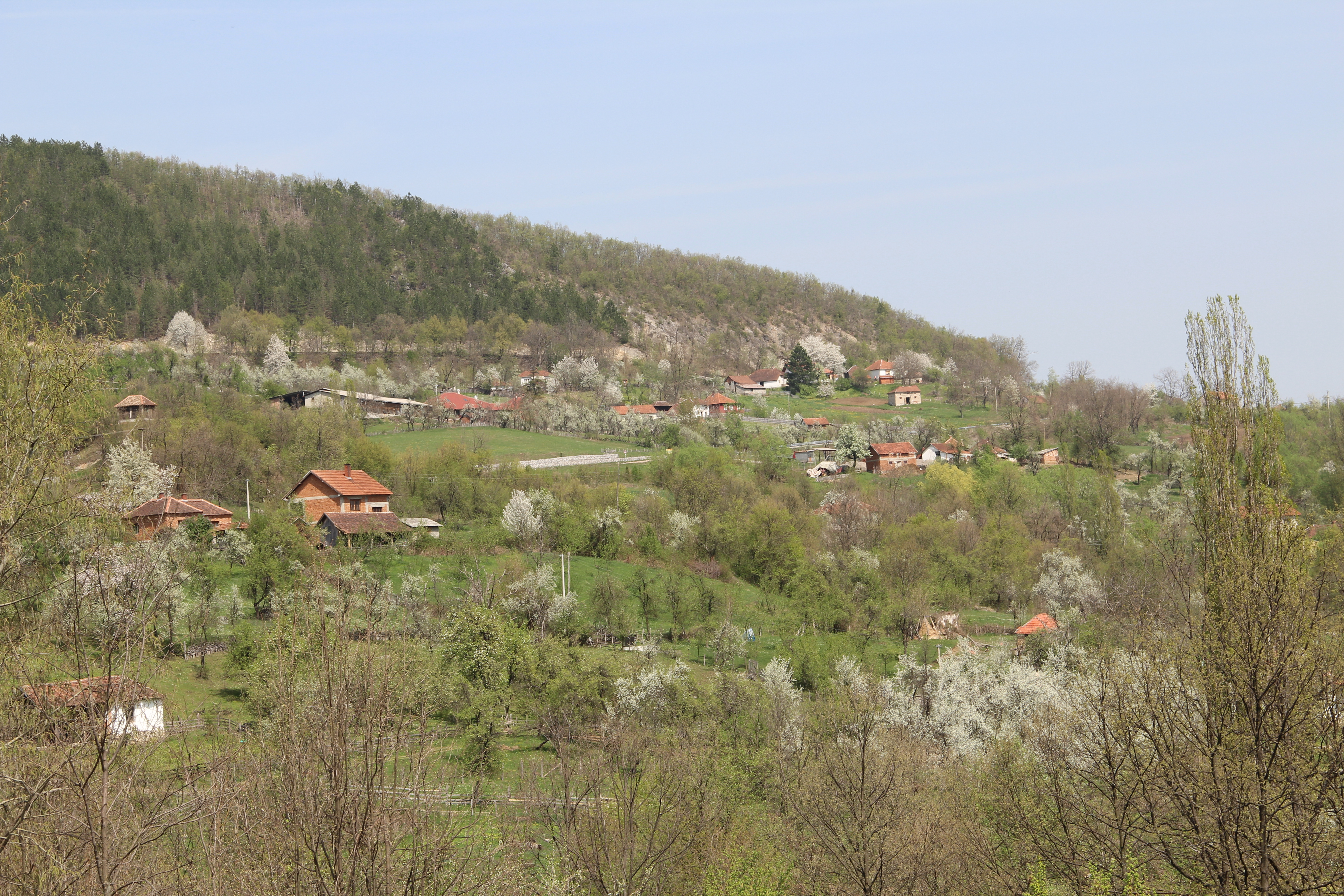
Kunice - panorama
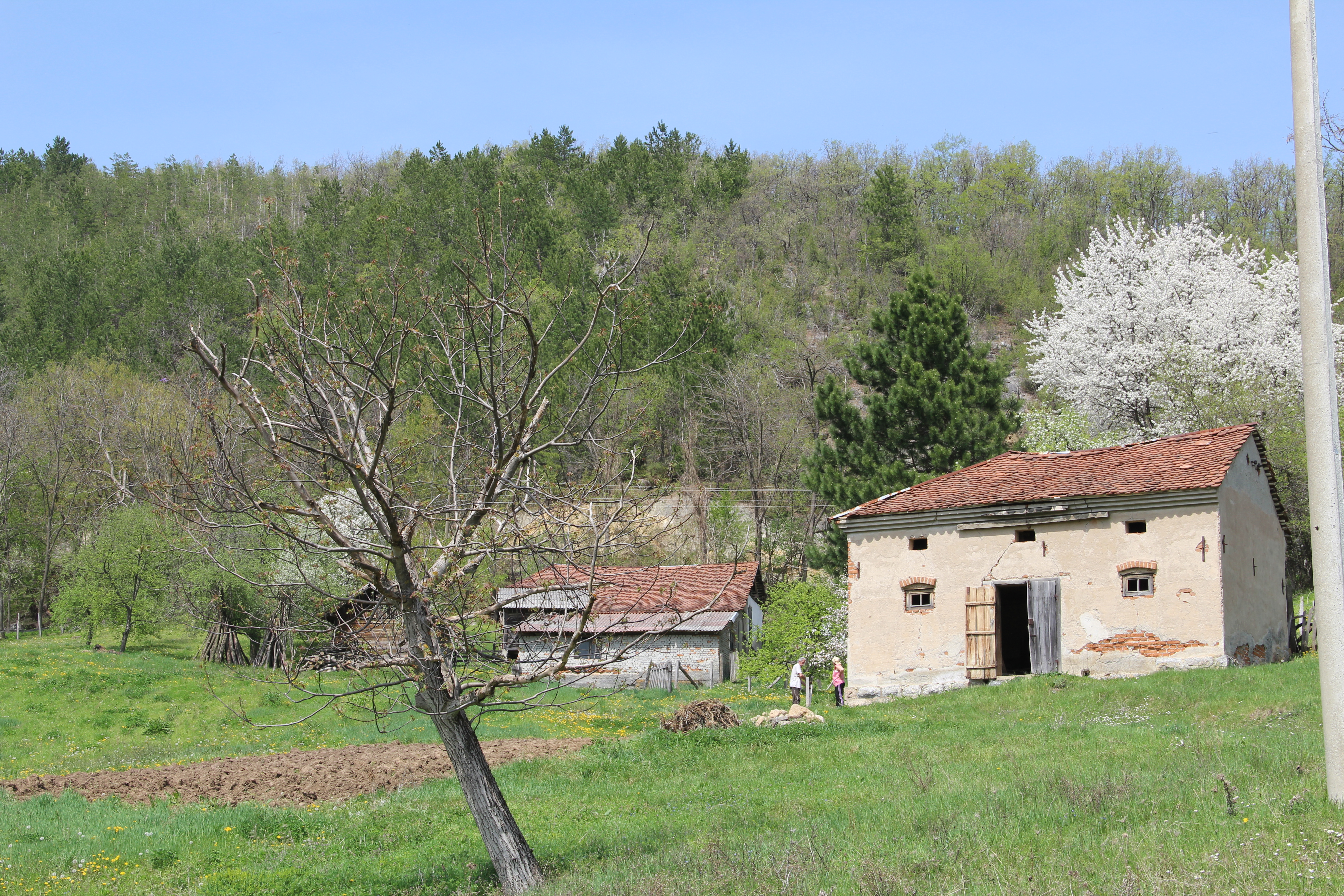
Kunice - panorama
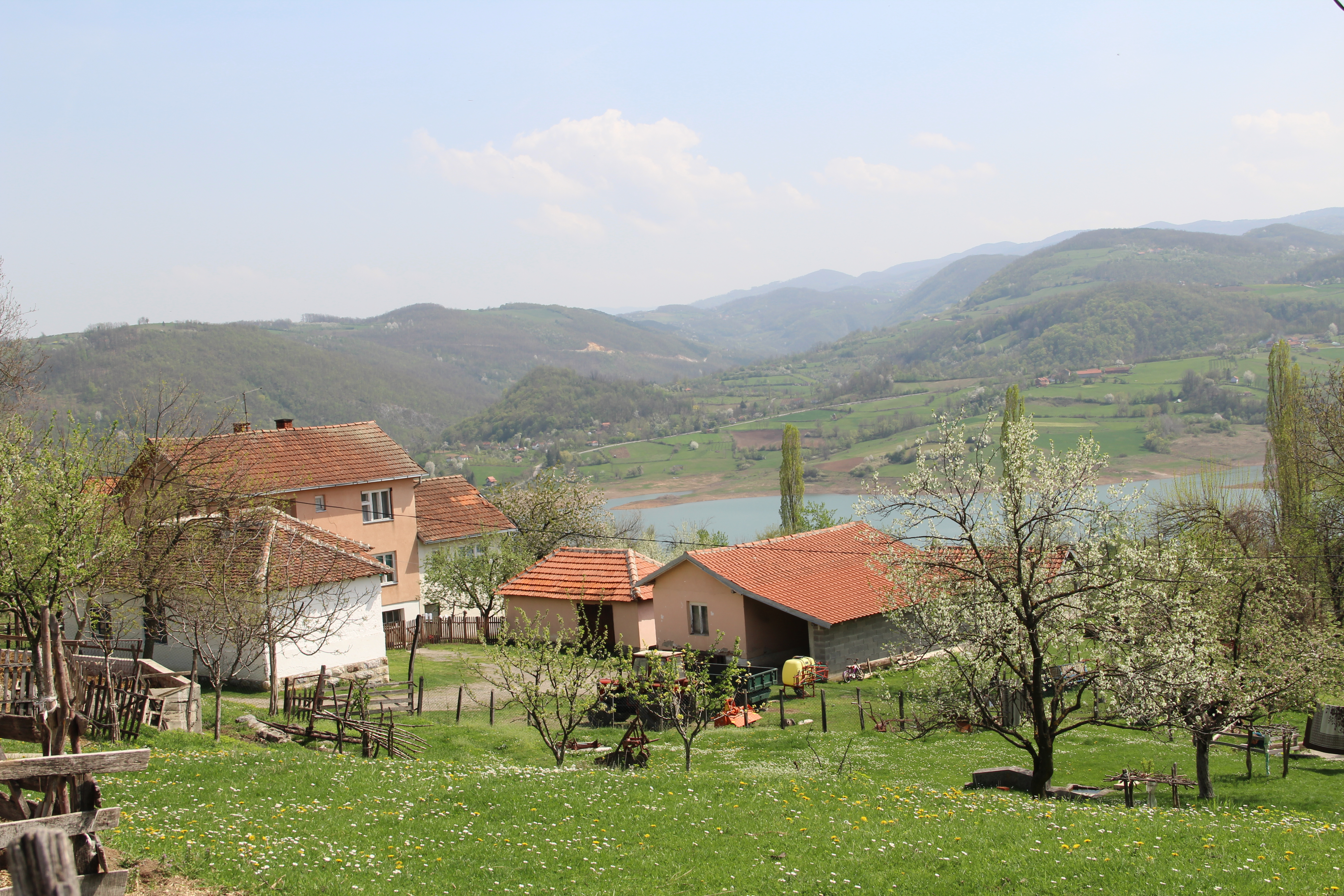
Kunice - panorama
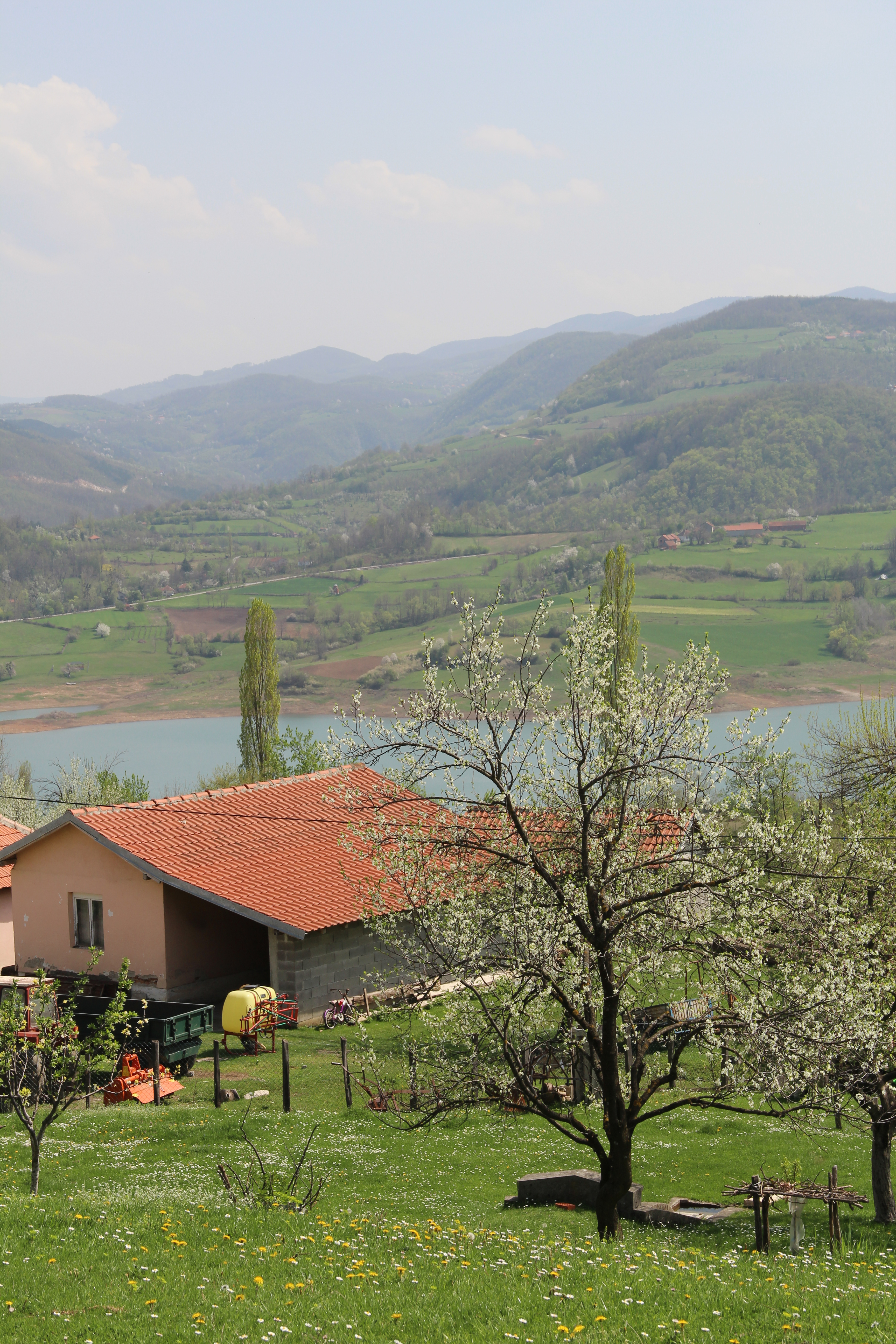
Kunice - panorama
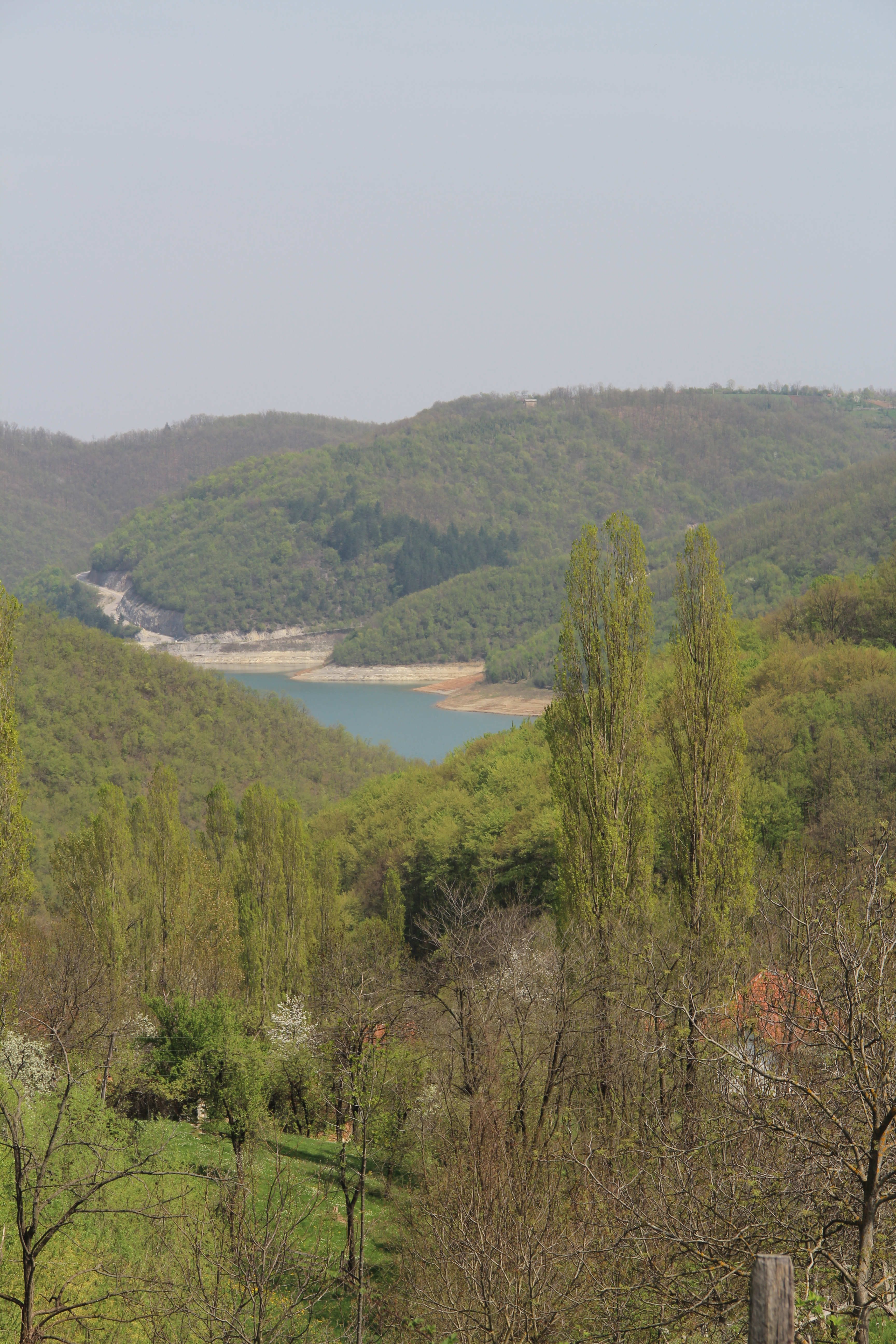
Kunice - panorama
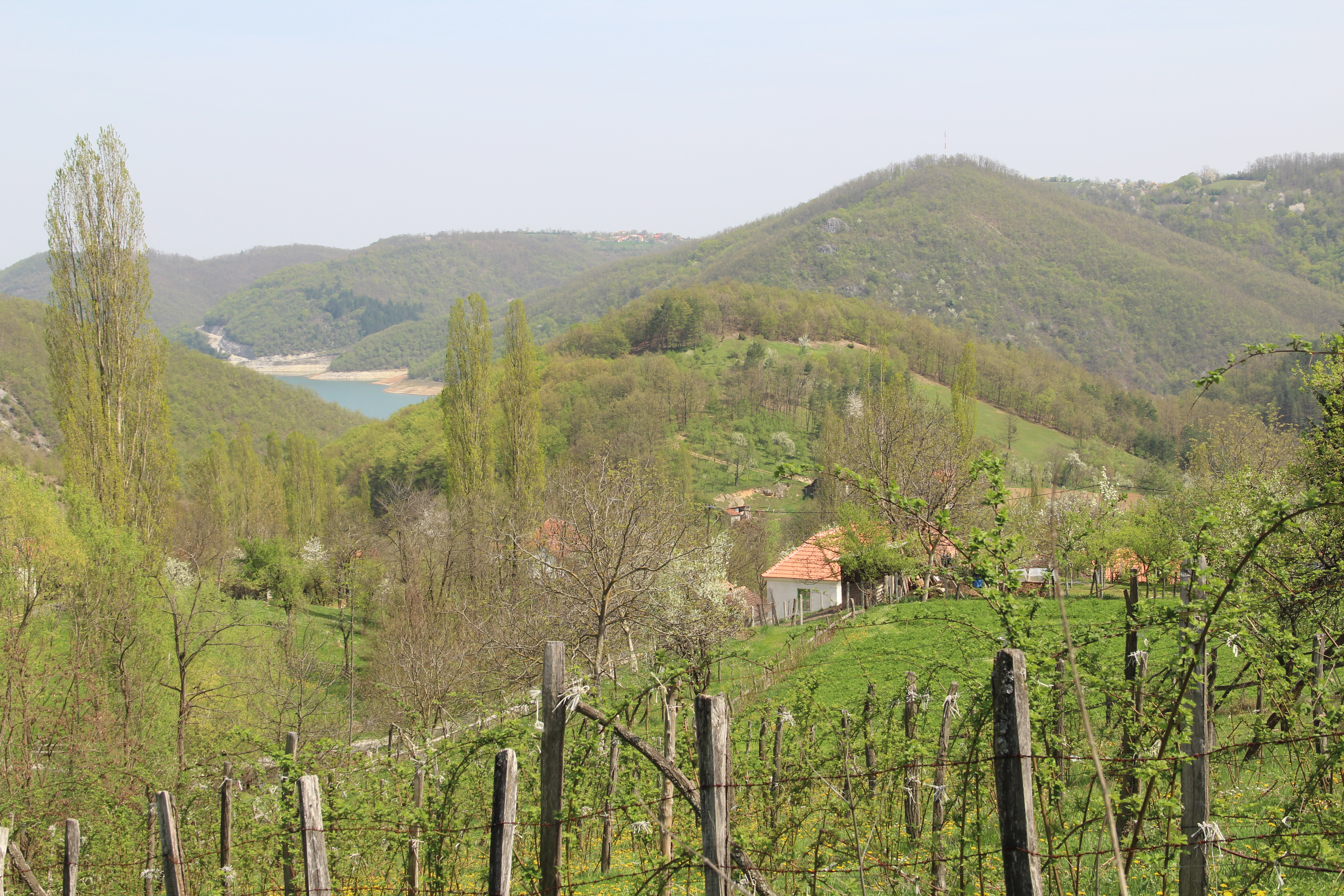
Kunice - panorama
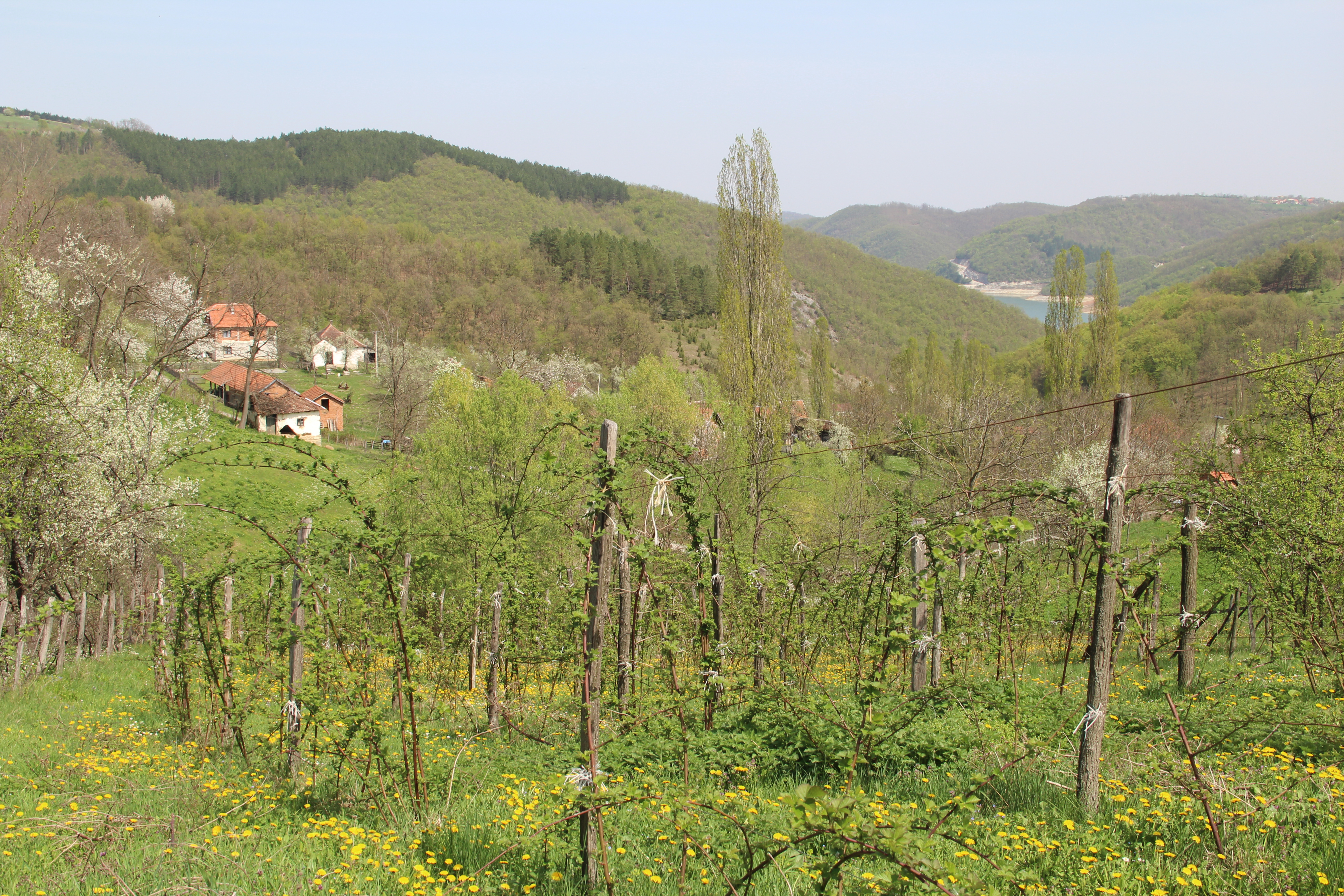
Kunice - panorama
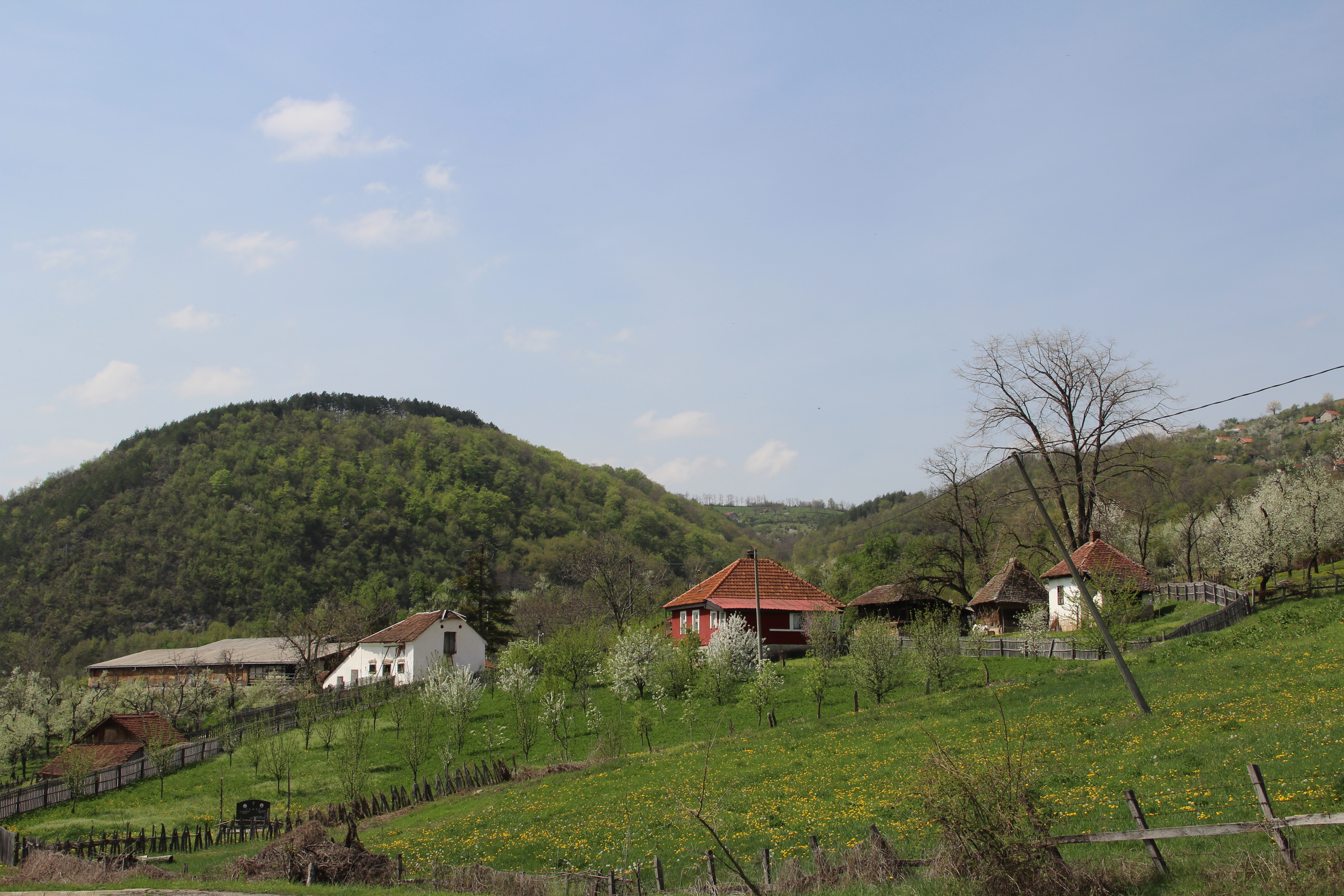
Kunice - panorama

## Démographie
| 1948 | 1953 | 1961 | 1971 | 1981 | 1991 | 2002 | 2011 |
| ---- | ---- | ---- | ---- | ---- | ---- | ---- | ---- |
| 215  | 215  | 212  | 196  | 150  | 114  | 77   | 68   |

|  |